# Svenska mästerskapen i fälttävlan 1960
Svenska mästerskapen i fälttävlan 1960 avgjordes i Strömsholm . Tävlingen var den 10:e upplagan av Svenska mästerskapen i fälttävlan.

## Resultat
| Placering | Ryttare        | Häst |
| --------- | -------------- | ---- |
| 1         | Ewert Olausson | Love |
| 2         | Olle Barkander | Emir |
| 3         | Göte Bylund    | Toky |